# Wielki meczet w Kongu
Artykuł ten został zgłoszony do umieszczenia na stronie głównej w rubryce „Czy wiesz”.
Pomóż nam go sprawdzić: oceń zgłoszoną nominację.
Wielki meczet w Kongu (fr. La grande mosquée de Kong, maninka Missiriba lub Tchienogolamissiri) – meczet znajdujący się w mieście Kong w północnej części Wybrzeża Kości Słoniowej, wybudowany w stylu sudańsko-sahelskim w XVIII wieku. Jeden z dwóch meczetów w Kongu (obok tzw. małego meczetu) oraz jeden z ośmiu meczetów w stylu sudańskim wpisanych w 2021 roku na listę światowego dziedzictwa UNESCO.

## Historia

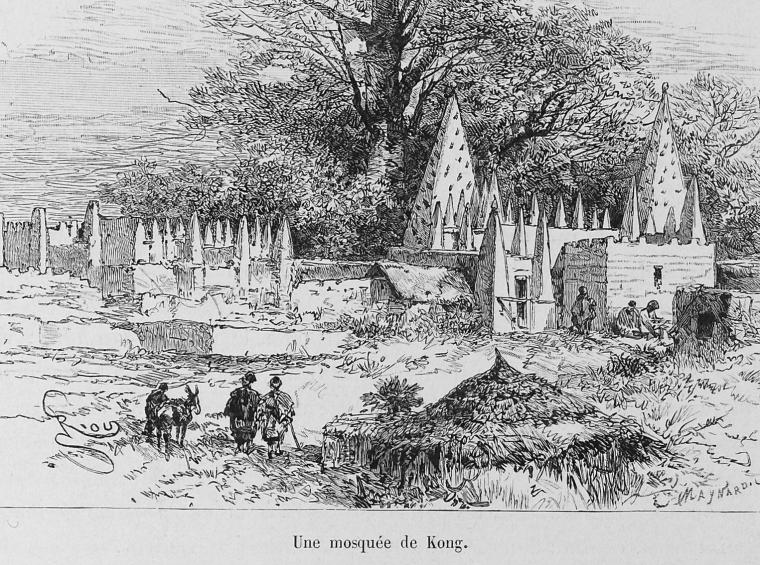
Meczet w Kongu na rycinie z 1892 roku

Miasto Kong położone jest w północnej części Wybrzeża Kości Słoniowej, ok. 330 km od stolicy kraju, Jamusukro. Pierwotnie tereny te zamieszkiwał lud Senufo, a w XI wieku zaczęli się osiedlać się tu przedstawiciele muzułmańskiego ludu Mandinka (Malinké). W mieście żyją również Lobi. Podstawą lokalnej gospodarki jest rolnictwo, prowadzona jest też hodowla zwierząt, rzemiosło i handel.
Mieszkańcy Kongu są wyznawcami chrześcijaństwa, islamu oraz religii animistycznych. W mieście istnieją dwa meczety – wielki meczet (fr. la grande mosquée, maninka Missiriba lub Tchienogolamissiri) oraz starszy od niego o 14 lat mały meczet (fr. la petite mosquée, maninka Missirideni lub Barrolamissiri).
Miasto było stolicą Imperium Kong, którego okres rozkwitu przypadł na wiek XVIII i pierwszą połowę XIX wieku. Wielki meczet w Kongu wzniesiono w latach 40. XVIII wieku. W maju 1897 roku wojska sąsiedniego państwa Wassulu pod wodzą Samoriego Touré najechały osłabiony wewnętrznymi konfliktami, epidemiami i klęską głodu Kong oraz zdobyły stolicę. Dokonano masakry miejscowej ludności, a wielki meczet został zniszczony. Budynek szybko jednak odbudowano na początku kolejnego stulecia.
Od 1988 roku meczet jest prawnie chroniony jako obiekt zabytkowy. W latach 1991–1992 wyremontowano taras znajdujący się na dachu świątyni. Prace renowacyjne przeprowadził David Agossou z Beninu. W 2021 roku zarówno wielki, jak i mały meczet w Kongu wpisane zostały na listę światowego dziedzictwa UNESCO jako część dobra seryjnego o nazwie Meczety w stylu sudańskim na północy Wybrzeża Kości Słoniowej (fr. Mosquées de style soudanais du Nord ivoirien, ang. Sudanese style mosques in northern Côte d’Ivoire).

## Architektura

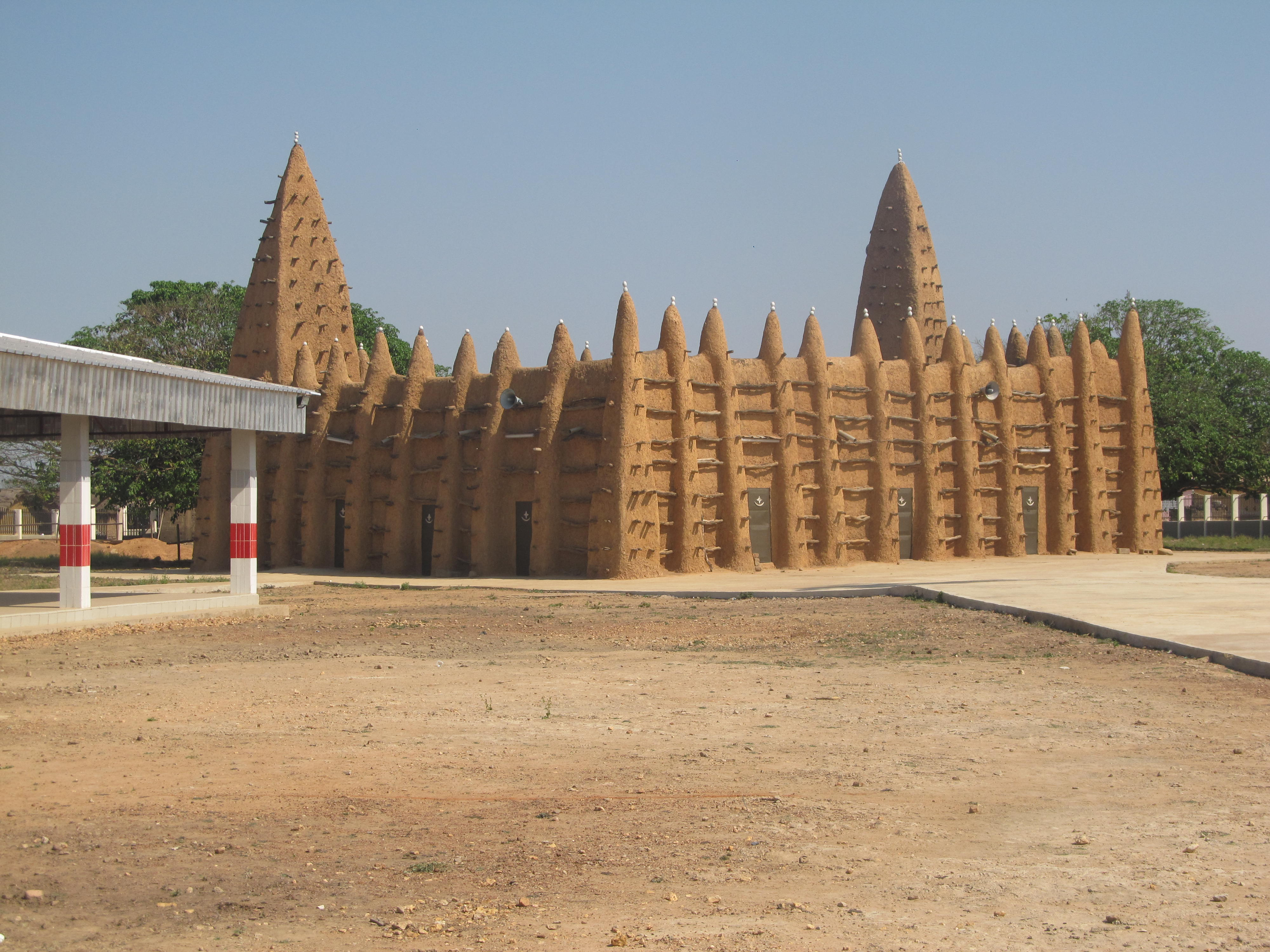
Wielki meczet w Kongu, widok od południowego zachodu (2013)

Budynek wybudowany z cegły suszonej i drewna, wzniesiony na rzucie prostokąta. Elewacja wschodnia mierzy 18,89 m długości, zachodnia jest dłuższa – ma 19,28 m, natomiast elewacje północna i południowa mają taką samą długość – 18,92 m. W środkowej części elewacji wschodniej oraz w północno-zachodnim narożniku meczetu znajdują się minarety, oba o wysokości 9,75 m. Wewnątrz wschodniego minaretu znajduje się chalwa (arab. ‏خلوة‎) – przeznaczone dla imama miejsce odosobnienia i duchowego wyciszenia.
Mury budowli mają od 75 do 98 cm grubości. Elewacje budynku wzmocnione są przyporami oraz poprzecznymi drewnianymi belkami. Elewacja wschodnia ma po cztery przypory po obu stronach centralnie położonego minaretu, pozostałe mają ich więcej. Przypory wystają ponad poziom dachu, tworząc struktury przypominające zęby (merlony) blanek. Na ich szczytach rozmieszczone są kamienne kule pełniące funkcje dekoracyjne, nawiązujące do jaj strusich, które jako symbol czystości i płodności często ustawiane były na szczytach meczetów w Afryce Zachodniej.
W elewacji południowej, północnej oraz zachodniej znajdują się otwory drzwiowe, natomiast wschodnia część meczetu jest ich pozbawiona.
Na dachu świątyni znajduje się taras o powierzchni 158,7 m², w którym jest sześć otworów zapewniających oświetlenie i wentylację wnętrza. Są one obramowane kanałami służącymi do odprowadzania wody deszczowej. Na taras prowadzą dwie klatki schodowe – jedna w narożniku południowo-wschodnim, a druga w minarecie, w narożniku północno-zachodnim.
Wielki meczet w Kongu reprezentuje styl architektury sudańsko-sahelskiej, szeroko rozpowszechnionej na rozległych i porośniętych przez sawannę obszarach regionów Sahelu i Sudanu w Afryce Zachodniej. Meczet w Kongu stanowi odmianę tego stylu (tzw. typ Kong), która powstała w wyniku połączenia cech reprezentowanych przez monumentalne budowle będące symbolami siły dawnych imperiów, znajdujące się w Timbuktu i Dżenne (np. Wielki Meczet) we współczesnym Mali. W przeciwieństwie do nich obiekt w Kongu jest jednak niższy oraz znacznie mniej masywny, gdyż powstał na obszarze położonym bardziej na południe, o wilgotniejszym klimacie, przez co konstrukcja wymaga większego wzmocnienia, zwłaszcza u podstawy, oraz częstszych konserwacji. Dostępne w dużych ilościach na tych terenach drewno jest wykorzystywane w dużo większym stopniu, przez co sylwetka budowli jest bardziej horyzontalna. Dodatkowo ściany wielkiego meczetu w Kongu – w odróżnieniu od budowli w Timbuktu i Dżenne – nie tworzą kątów prostych. Następuje dalsze zmniejszanie liczby przypór. Minarety pozbawione są klatek schodowych i stanowią jedynie formy rzeźbiarskie nawołujące do modlitwy i będące symbolicznym łącznikiem z Mekką.
Obok meczetów typu Kong wykształcił się również tzw. typ Bobo-Dioulasso, którego sztandarowym przykładem jest Wielki Meczet w Bobo-Dioulasso, w zachodniej części Burkina Faso. Ma on podobną wielkość co meczet w mieście Kong.

## Wnętrze
Wewnątrz meczetu znajduje się sala modlitewna obejmująca trzy części: mihrab, strefę przeznaczoną dla mężczyzn oraz strefę przeznaczoną dla kobiet. Obie części są od siebie rozdzielone. Na prawo od mihrabu znajduje się minbar, z którego miejscowy imam wygłasza kazania.
Sklepienie świątyni ma grubość ok. 30 cm i składa się z drewnianych belek umieszczonych na filarach oraz poprzecznego żebrowania podtrzymującego taras na dachu. Sufit w części męskiej wsparty jest na sześciu rzędach po pięć filarów; w części żeńskiej znajduje się 30 kolumn z cegły suszonej. Dla wzmocnienia całej konstrukcji poszczególne filary są ze sobą połączone poprzecznymi drewnianymi belkami, które służą również jako rusztowanie podczas konserwacji wnętrza budynku.